# 3770 Nizami
För andra betydelser, se Nizami (olika betydelser).
3770 Nizami eller 1974 QT1 är en asteroid i huvudbältet som upptäcktes den 24 augusti 1974 av den ryska astronomen Ljudmila Tjernych vid Krims astrofysiska observatorium på Krim. Den är uppkallad efter den persiske poeten Nezami.
Asteroiden har en diameter på ungefär 3 kilometer.